# A Million Ways to Die in the West
A Million Ways to Die in the West (Um Milhão de Maneiras de Pegar na Pistola no Brasil ou Mil e Uma Maneiras de Bater as Botas em Portugal) é um filme de comédia de faroeste estadunidense de 2014 produzido e dirigido por Seth MacFarlane e escrito por MacFarlane, Alec Sulkin e Wellesley Wild. O filme é estrelado por ele próprio MacFarlane, juntamente com Charlize Theron, Amanda Seyfried, Liam Neeson, Giovanni Ribisi, Sarah Silverman e Neil Patrick Harris. Foi produzido pela Media Rights Capital e distribuído pela Universal Pictures. O filme foi lançado em 30 de maio de 2014.

## Sinopse
Situado no Arizona, em 1882, Albert (Seth MacFarlane), um criador de ovelhas que não tem coragem, perde sua amada namorada (Amanda Seyfried), como resultado de sua retirada de um duelo. Ele logo encontra uma outra mulher (Charlize Theron), e descobre a sua bravura e confiança. O pastor logo percebe que seu verdadeiro potencial quando o cônjuge da mulher (Liam Neeson), um criminoso infame, exige vingança.

## Elenco
- Seth MacFarlane como Albert Stark
- Charlize Theron como Anna Leatherwood[6]
- Amanda Seyfried como Louise[7]
- Liam Neeson como Clinch Leatherwood[8]
- Giovanni Ribisi como Edward[8]
- Sarah Silverman como Ruth
- Neil Patrick Harris como Foy[9]
- Rex Linn como Xerife/Narrador[7]
- Ralph Garman como Dan
- Bill Maher[10]
- Gilbert Gottfried como Abraham Lincoln[11]
- Christopher Lloyd como Dr. Emmett Brown[12]
- Tatanka Means como Chefe Guerreiro Apache[13]
- Ryan Reynolds como Homem morto por Clinch no bar (Não creditado)
- Jamie Foxx como Django

## Produção
O filme foi anunciado pela primeira vez em 3 de dezembro de 2012, marcando segunda incursão da MacFarlane na direção de um filme live-action, depois de Ted. Em 30 de janeiro de 2013, foi anunciado que Charlize Theron tinha se juntado ao filme. Em 11 de fevereiro de 2013, foi anunciado que Amanda Seyfried se juntou ao filme. Em 6 de março de 2013, foi anunciado que Liam Neeson e Giovanni Ribisi tinham aderido ao filme. Em 18 de março de 2013, foi anunciado que Sarah Silverman foi escalada para interpretar uma prostituta no filme. Em 10 de maio de 2013, foi anunciado que o filme será co-financiado pela Media Rights Capital e Fuzzy Door Productions, junto com Bluegrass Films e distribuído pela Universal Pictures. Em 29 de maio de 2013, MacFarlane twittou que Bill Maher se juntou ao elenco. Em 21 de fevereiro de 2014, ele twittou que Gilbert Gottfried também se juntou ao elenco.
Filmagem principal começou em 6 de maio de 2013. Locais de filmagem incluiu áreas em Novo México, incluindo o Santa Fe Studio. Filmagem principal terminou em 9 de agosto de 2013.
O ator Jamie Foxx interpreta novamente Django, personagem do filme Django Unchained.
O filme também conta com a participação do ator Christopher Lloyd interpretando novamente o Doutor Brown da Trilogia De volta Para o Futuro numa prévia menção voltada ao terceiro filme fazendo crer que os dois filmes são no mesmo universo.

## Recepção
Recebeu críticas mistas dos críticos. Teve 33% de aprovação no Rotten Tomatoes

## Marketing
Em 27 de janeiro de 2014, MacFarlane anunciou que ele escreveu um livro baseado no roteiro do filme, que foi lançado em 4 de março de 2014.